# Něžná Bohorodička

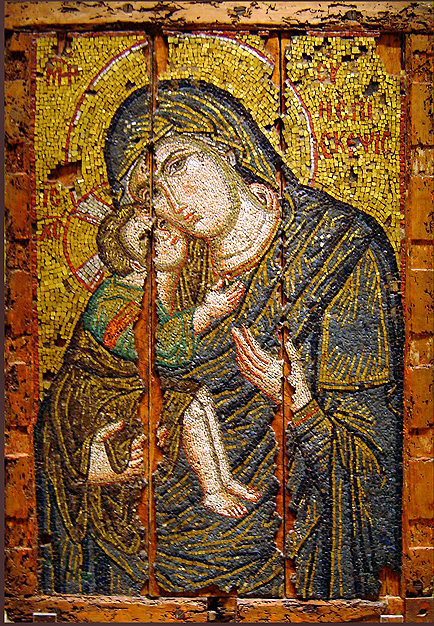
Byzantská mozaika Něžné Bohorodičky ze 13. století, Athény

Něžná neboli řecky Eleusa (Ἐλεούσα – něžná, slitovná, milosrdná) je typ zobrazení Bohorodičky na ikonách, na kterých se Ježíšek opírá o Mariinu tvář.
Podobné ikony se ve východní církvi uctívají po staletí. Podobné vyobrazení Marie se však objevuje také na malbách Madon v západní církvi, kde se jim říká Madona Eleusa nebo Něžná Panna Maria. V 19. století se zejména v Mexiku rozšířil například ikonografický typ Marie Útočištné (např. Madonna-Refugium Peccatorum od Luigiho Crosia).
Ve východním pravoslaví jsou známými příklady takových ikon Bohorodičky Vladimirská a Počajivská. Titul eleusa se na Východě také používá jako epiteton pro popis a chválu Panny Marie.
Výtvarnou variantou je Bohorodička Pelagonitissa, na které Ježíšek sklání hlavu k matčiným ústům jako v prudkém pohybu.